# Dieter Ferner
Dieter Ferner (* 16. Januar 1949 in Wuppertal) ist ein ehemaliger deutscher Fußballtorwart, Sportdirektor und Fußballtrainer. In der Bundesliga stand er in 62 Partien des 1. FC Saarbrücken zwischen den Pfosten. Mit Chicago Sting wurde er 1981 Meister der USA.

## Karriere
Der Torwart hatte, bevor er entdeckt wurde, für SpVgg Radevormwald gespielt und wechselte dann zu Bayer Leverkusen (1968–1973) und RW Oberhausen (1973–1975) in der früheren Regionalliga West. Mit RW Oberhausen stieg er 1974 in die 2. Bundesliga auf und in der Folgesaison wieder ab. Daraufhin wechselte Ferner zum Zweitligisten 1. FC Saarbrücken, mit dem er 1976 in die Bundesliga aufstieg. Die Saarländer konnten die Klasse zwei Jahre halten. In dieser Phase spielte Ferner zweimal für die B-Nationalmannschaft. Er verblieb zwei weitere Saisons in Saarbrücken. In der Saison 1980/81 spielte er für den Zweitligaaufsteiger 1. FC Bocholt, mit dem er einen Platz im Tabellenmittelfeld erreichte.
Danach wechselte Ferner in die USA zu den Chicago Sting, wo der Meisterschaftswettbewerb bereits mitten im Gang war. Er wurde 1981 mit seinen deutschen Mitspielern Karl-Heinz Granitza, Arno Steffenhagen, Paul Hahn und Ingo Peter durch einen 2:1-Erfolg im Shootout über New York Cosmos Meister der NASL. Beim Shootout wehrte er drei von fünf Bällen ab. 1983 führte ihn der Weg zurück nach Deutschland zum Zweitliga-Aufsteiger Rot-Weiß Oberhausen. In der Saison 1983/84, in der RW Oberhausen knapp die Klasse halten konnte, kam er nur dreimal zum Einsatz.
In seiner späteren Trainerzeit war er zehn Jahre als Übungsleiter bei den Amateur- und Jugendmannschaften des 1. FC Saarbrücken tätig und übernahm zur Saison 2007/08 das Traineramt beim saarländischen Verbandsligisten SC Friedrichsthal. Am 3. Juni 2008 unterschrieb Dieter Ferner wieder einen Vertrag beim Oberligisten 1. FC Saarbrücken, mit dem er bereits in der ersten Saison den Meistertitel und somit die Qualifikation für die Regionalliga erreichte. Am 8. Mai 2010 schaffte er mit seiner Mannschaft als Tabellenerster der Regionalliga West den direkten Durchmarsch in die 3. Liga. Am 26. Mai 2010 wurde mitgeteilt, dass Dieter Ferner ab Juli 2010 nicht mehr Chef-Trainer des FC Saarbrücken sein würde. Er wechselte auf die Position des Sportdirektors, da er keine Trainerlizenz für die 3. Liga hatte.
Ab dem 1. Juli 2012 war Dieter Ferner wieder als Trainer tätig, bei Borussia Neunkirchen in der Oberliga Südwest. Nach der 0:4-Heimniederlage am 19. April 2014 gegen SV Alemannia Waldalgesheim legte Ferner sein Traineramt nieder. Im Dezember 2014 wurde er Trainer des SC Friedrichsthal, ein halbes Jahr später übernahm er den Posten des sportlichen Leiters.
Dieter Ferner bestritt insgesamt 62 Bundesliga-Spiele und 166 Zweitligaspiele.